# Baikalsk
Baikalsk (del ruso: Байкальск) es una ciudad del óblast de Irkutsk, en Rusia, en el territorio del raión de Sliudianka, de la que se encuentra 30 km al sudeste. Está situada en la orilla sur del lago Baikal, en la vertiente norte de los montes Jamar-Dabán, a 90 km al sur de Irkutsk. Su población era de 14.657 habitantes 2009.

## Historia

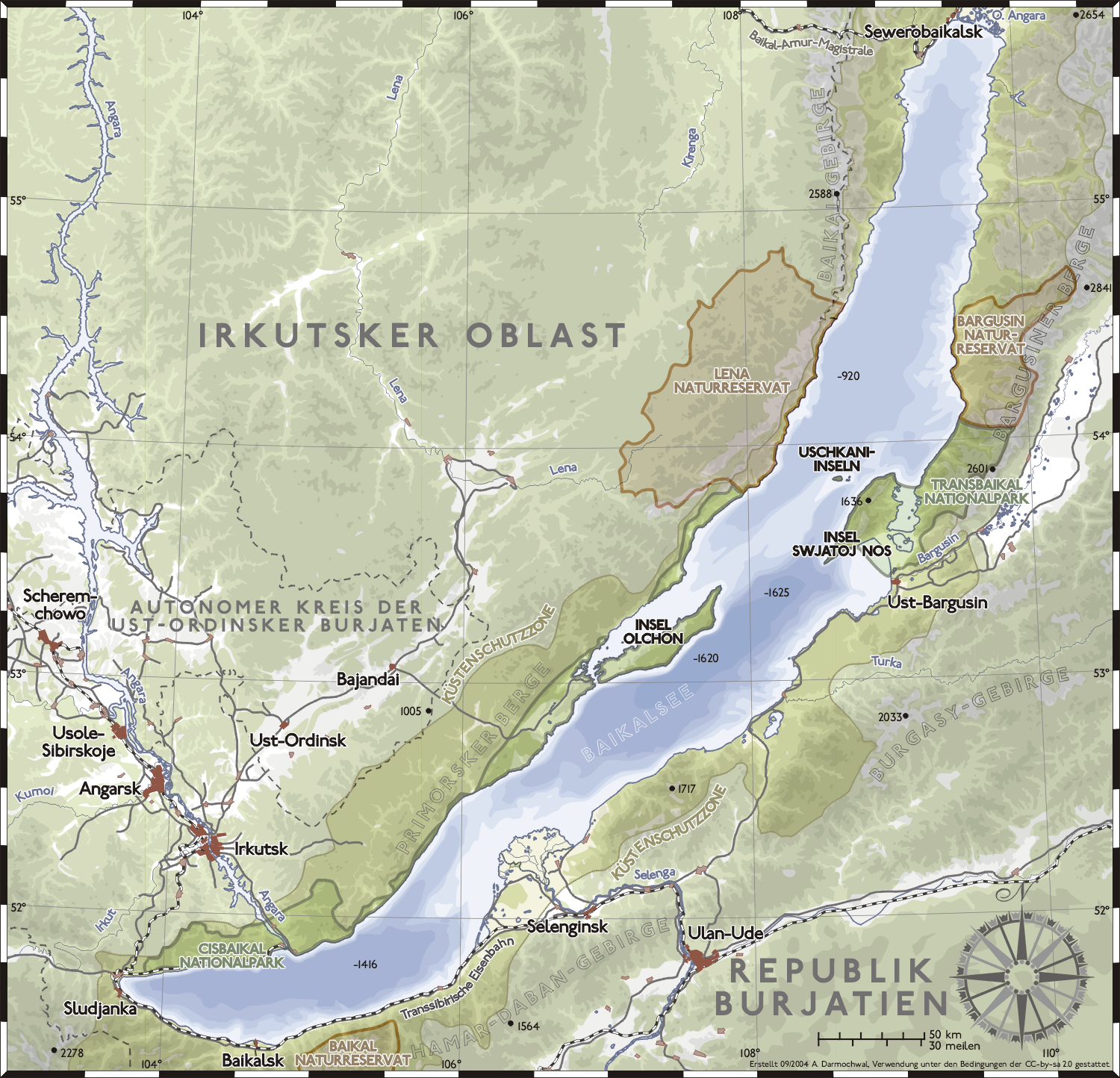
Mapa del lago Baikal en el que aparece abajo Baikalsk

La ciudad ha sido construida a partir de 1961, para alojar al personal de la fábrica de papel y celulosa. Baikalsk tiene estatus de ciudad desde 1966.

## Demografía
| 1959  | 1970   | 1979   | 1989   | 2002   | 2008   |
| ----- | ------ | ------ | ------ | ------ | ------ |
| 1 200 | 13 300 | 15 500 | 16 400 | 15 727 | 14 950 |

## Cultura y lugares de interés
Al sur de la ciudad se halla una región montañosa explotada para la práctica del esquí alpino, la montaña Sobolínaya ("de la cibelina") de aproximadamente 1.300 m de altura, con nieve de noviembre a mayo. Más al sur se encuentran los montes Jamar-Dabán, de hasta 2.100 m de altura. Baikalsk es uno de los puntos de partida para excursiones en estas montañas.

## Economía
La principal empresa de Baikalsk es la Baikalski tseliulozno-bumazhny kombinat (del ruso: Байкальский целлюлозно-бумажный комбинат), una fábrica de celulosa y papel que emplea a 3.500 empleados. En la Unión Soviética, era responsable del equipamiento y el ocio de la ciudad. La ciudad y la fábrica son hoy día independientes una de la otra, aunque el 95% del presupuesto de la ciudad proviene aún de la fábrica bajo la forma de impuestos. La mayoría de la ciudad está formada por inmuebles colectivos de tres y cinco pisos.
La fábrica ha sido durante mucho tiempo una de las principales fuentes de polución del lago Baikal por los desechos que pueden alcanzar los 140.000 metros cúbicos por día. Recientemente, se ha instalado un sistema de reciclaje que permite tratar las aguas sucias para que sean menos amenazantes para el medio ambiente. Las autoridades afirman que estos sistemas de depuración son eficaces. Por otro lado la mala calidad de la celulosa producida desde entonces entrañó numerosas anulaciones en los pedidos. El mes de octubre de 2008, la fábrica, en cese de pagos, fue cerrada
.
El 15 de enero de 2010, el primer ministro Vladímir Putin ha autorizado la reapertura de la papelera y a verter de nuevo sus desechos en el lago directamente
.
En 2013, la fábrica de papel y celulosa de Baikalsk fue clausurada.
La ciudad se encuentra sobre el ferrocarril Transiberiano (estación Baikalsk-Pasazhirski, en el kilómetro 5.346 desde Moscú). Por la localidad pasa la carretera M55 Irkutsk-Ulán-Udé-Chitá.